# Chu Thiện (Tam Quốc)
Chu Thiện (chữ Hán: 周善; bính âm: Zhou Shan) là một nhân vật hư cấu trong tiểu thuyết lịch sử Tam Quốc diễn nghĩa của nhà văn La Quán Trung. Trong tiểu thuyết này, Chu Thiện xuất hiện tại Hồi thứ 61 và được mô tả là một viên tướng tâm phúc của Tôn Quyền ở Giang Đông. Chu Thiện được phái sang Kinh Châu để thực hiện điệp vụ đưa Tôn Thượng Hương và A Đẩu về Đông Ngô, nhưng sự việc bị bại lộ và Chu Thiện bị Trương Phi chém chết.

## Câu chuyện

### Kế hoạch
Trương Chiêu bày kế cho Tôn Quyền đoạt lại Kinh Châu, theo đó sai một tướng tâm phúc đem năm trăm quân, lẻn vào Kinh Châu, đưa một phong thư mật đưa cho quận chúa, nói dối là Ngô quốc thái ở nhà mệt nặng, muốn thấy mặt con gái, mang quận chúa về ngay Đông Ngô, đem cả A Đẩu về. Lưu Bị phải đem Kinh Châu đổi lấy A Đẩu. Nếu không thuận thì giấy binh. Tôn Quyền giới thiệu rằng mình có một tướng tên là Chu Thiện, rất can đảm, từ thuở nhỏ theo với Tôn Sách, trèo tường vượt cổng thực tài, nay sai đi việc này hẳn được.

### Vào Kinh Châu
Tôn Quyền sai Chu Thiện dẫn năm trăm quân, ăn mặc giả làm lái buôn, chia làm năm thuyền, lại làm sẵn giấy thông hành giả, phòng khi có người hỏi đến, trong thuyền chứa giấu nhiều đồ khí giới. Chu Thiên vâng lệnh, đi đường thủy sang Kinh Châu. Đến nơi, thuyền ghé cạnh bờ, Chu Thiện lẻn vào thành, sai lính canh cửa báo tin cho Tôn phu nhân biết. Phu nhân gọi vào, Thiện trình thư lên.
Phu nhân thấy nói quốc thái ốm nặng, ứa nước mắt hỏi. Chu Thiện lạy bẩm: "Quốc thái mệt nặng lắm, ngày đêm chỉ mong mỏi phu nhân, nếu phu nhân về chậm thì mẹ con khó được trông thấy mặt nhau. Quốc thái lại muốn xem mặt A Đẩu, xin phu nhân đem về nhân thể". Phu nhân muốn báo cáo cho quân sư nhưng Chu Thiện thuyết phục không nên và nói rằng ở ngoài sông đã chuẩn bị thuyền bè đâu vào đấy cả rồi, chỉ còn việc mời phu nhân lên xe ra khỏi thành mà thôi.

### Bị giết
Chu Thiện sắp sửa bơi thuyền đi, thì bị Triệu Vân đi tuần phát hiện và yêu cầu dừng lại. Chu Thiện cầm giáo dài, quát to rồi sai quân sĩ nhổ neo cả một lượt, đồ khí giới sắp bày ra la liệt trên thuyền. Gió thuận, nước xuôi, thuyền lướt vùn vụt giữa dòng sông. Triệu Vân la lối, Chu Thiện làm lơ, thúc thuyền đi, thậm chí Chu Thiện sai quân bắn tên ra nhưng Triệu Vân vẫn xông được lên thuyền và giành được A Đẩu đem về. Chu Thiện đuổi theo thì gặp Trương Phi, Chu Thiện cầm đao đón đánh thì bị Trương Phi chém ngay một nhát ngã gục, rồi xách đầu Chu Thiện ném vào chỗ phu nhân.